# Плаунок чешуелистный
Плауно́к чешуели́стный, или Селагине́лла чешуели́стная (лат. Selaginēlla lepidophȳlla), — споровое пустынное растение; вид рода Плаунок. Впервые описано Уильямом Гукером и Робертом Гревиллом в 1830 году.
Растение интересно тем, что может длительное время, до нескольких лет, находиться в «спящем», засохшем состоянии в виде плотного шарика, но быстро «пробуждаться» при появлении воды. Эта его особенность была подмечена ещё испанскими колонизаторами, которые демонстрировали данный «трюк» индейцам, иллюстрируя идею воскрешения.

## Название
Бытовые названия — Иерихонская роза, воскресающее растение, воскресающий мох, растение-динозавр, каменный цветок, дорадилла (маленькое золото, исп.).

## Происхождение и среда обитания
Родина растения — североамериканская пустыня Чиуауа.	 
Селагинелла чешуелистная произрастает на земле и скалах на высотах от 900 до 2000 м над уровнем моря.

## Ботаническое описание
Морфологически относится к типу перекати-поле.	 
Розеточное растение. Высота растения — 10—15 см.	 
Боковые листья толстые и жёсткие, с наружной стороны зелёные, с внутренней — жёлтые или красноватые. Ширина листьев — 30—35 см, диаметр сухого шарика — около 10 см.	 

## Хозяйственное значение и применение
Растение используется также как комнатное, декоративно-листное.